# Cease Upon the Capitol
Cease Upon the Capitol to zespół screamo z Murfreesboro, USA. Zespół został założony w lutym 2004 przez członków The Baldwin Mass Suicide, w niedługim czasie dołączył do nich Ian z południowokoreańskiego zespołu hardcore Unroot. Cease Upon the Capitol współpracuje z wieloma wytwórniami, m.in. europejskimi React With Protest i Impure Muzik. Grupa grała liczne koncerty w USA, odbyła także trasę po Europie. Od powstania zespołu dwukrotnie zmieniali się basiści.

## Członkowie
- Matt Strickland - gitara/wokal
- Roy Batts - bass/wokal
- Ryan Lewis - perkusja/wokal
- Sean - bass podczas obecnej trasy koncertowej

### Byli członkowie
- Ian - bass (opuścił zespół latem 2004 wyjeżdżając na studia do Korei, zastąpił go Ben)
- Ben - bass (opuścił zespół w czerwcu 2006, po zakończeniu trasy po Europie)

## Dyskografia
- Demo CD-R (wydane przez zespół, 2004)
- The End of History 7"/CD-EP (Chronocological (CD) / I've Come For Your Children (7"), 2005)
- Cease Upon The Capitol CD/LP (Impure Muzik (CD) / React With Protest (LP), 2006)
- Cease Upon The Capitol Singles Series 7" (From a Stranger Hand/Ape Must Not Kill Ape, 2006)
- Split z Silbato 3" CD (Shove Records, 2006)
- Cease Upon The Capitol CD/LP (I've Come For Your Children, Forever Escaping Boredom, Impure Muzik (CD) / React With Protest (LP), 2007)
- Split z The Third Memory 7" (I've Come For Your Children, 2007)

### Planowane wydawnictwa
- Split z Arse Moreira 7" (Escucha! / I've Come For Your Children) - wydanie tego splitu pierwotnie było planowane na grudzień 2005 w formacie CD, jednak zostało przesunięte na bliżej nieokreślony termin
- Split z Hollow Jan i 49 Morphines CD (Squelch Records / I've Come For Your Children)
- Split z Gantz 7"